# Chondrosia reticulata
Chondrosia reticulata är en svampdjursart som först beskrevs av Carter 1886.  Chondrosia reticulata ingår i släktet Chondrosia och familjen Chondrillidae. Inga underarter finns listade i Catalogue of Life.